# Polyradicion
Polyradicion là một chi thực vật có hoa trong họ, Orchidaceae.